# رباط پای حوض سنگ
رباط پای حوض سنگ مربوط به دوره صفوی است و در بخش مرکزی شهرستان میبد، ۲۰ کیلومتری سه راهی طبس به خرانق واقع شده و این اثر در تاریخ ۲۷ اسفند ۱۳۸۷ با شمارهٔ ثبت ۲۶۵۶۵ به‌عنوان یکی از آثار ملی ایران به ثبت رسیده‌است.